# Bathyraja irrasa
Bathyraja irrasa is een vissensoort uit de familie van de Arhynchobatidae. De wetenschappelijke naam van de soort is voor het eerst geldig gepubliceerd in 1980 door Hureau & Ozouf-Costaz.